# Miantochora gumppenbergi
Miantochora gumppenbergi là một loài bướm đêm trong họ Geometridae.